# Anouar Kali
Anouar Kali (Utrecht, 3 juni 1991) is een Marokkaans-Nederlands voetballer die doorgaans als middenvelder speelt.

## Clubcarrière

### Jeugd
Kali groeide op in de Utrechtse buurt Ondiep. Hij was een straatvoetballer die het spel op de pleintjes van Utrecht leerde. Hij sloot zich op jonge leeftijd aan bij VV DOS, waar hij een ploegmaat was van onder anderen Rodney Sneijder. De twee vrienden maakten op achtjarige leeftijd de overstap naar Ajax. Na vier jaar in de jeugdopleiding van de Amsterdamse club belandde Kali bij USV Elinkwijk, dat hij na een jaar inruilde voor de jeugdopleiding van FC Utrecht.

### FC Utrecht (1)
Kali werd op zestienjarige leeftijd door toenmalig hoofdtrainer Willem van Hanegem in de A-kern opgenomen. Na het ontslag van de oud-international keerde de Marokkaanse Nederlander terug naar de jeugdafdelingen. Op 24 april 2011 maakte hij zijn officiële debuut in het eerste elftal van FC Utrecht, tijdens een wedstrijd thuis tegen Vitesse.
De club wilde zijn in 2013 aflopende contract verlengen, maar de middenvelder weigerde dat. Hij solliciteerde in januari 2013 openlijk naar een transfer naar zijn ex-club Ajax. Sportief directeur Marc Overmars liet echter weten dat een terugkeer van Kali niet aan de orde was. In maart 2013 toonde RSC Anderlecht interesse in de middenvelder. De Brusselaars zouden €450.000 moeten betalen voor de middenvelder.

### Roda JC
Op 27 juni 2013 werd bekend dat Kali een contract had getekend bij Roda JC. Met die club degradeerde hij op zaterdag 3 mei 2014 naar de Eerste divisie.

### FC Utrecht (2)
Kali tekende in juni 2014 een vierjarig contract bij FC Utrecht, waarvoor hij ook van 2010 tot en met 2013 uitkwam. Hij kon vanwege een clausule in zijn contract transfervrij weg bij Roda JC nadat die club degradeerde. Op donderdag 29 januari 2015 sloeg hij zijn ploeggenoot Kristoffer Peterson tijdens een training een gebroken kaak. Aanleiding was een opstootje tijdens de training van FC Utrecht. De Zweedse aanvaller was naar verwachting zes weken uitgeschakeld. Kali kreeg een boete van de technische staf en een aanvullende straf van de clubleiding.
Nadat er in de media de nodige ophef was ontstaan over de milde bejegening van Kali en de speler, die, toen hij zondag 1 februari mocht meespelen tegen PEC Zwolle, door de Bunnikside toegezongen werd met "Kali,Kali, houd je handen thuis", werd Kali op maandag 2 februari 2015 alsnog twee weken (drie wedstrijden) geschorst door Utrecht directeur Wilco van Schaik.

### Qatar
Op 13 februari 2015 werd bekend dat Kali een contract getekend had bij Al-Arabi uit Qatar.
Onmiddellijk na zijn aankomst in Qatar werd hij verhuurd aan Al-Mesaimeer, dat één divisie lager uitkwam in Qatar. Al-Arabi had naar alle waarschijnlijkheid te veel buitenlanders onder contract staan, waardoor Kali direct werd verhuurd. Nadat hij ruim drie maanden geen salaris meer had ontvangen, keerde hij in de zomer terug naar Nederland. Daarvoor had hij de hulp nodig van de Nederlandse ambassade, omdat Al-Arabi hem een uitreisvisum weigerde.

### Willem II
In de herfst van 2015 trainde Kali bij De Graafschap en de club wilde hem vastleggen. Dat kon echter niet transfervrij omdat FC Utrecht dan een vergoeding moest krijgen. De Graafschap bleef proberen tot een akkoord te komen, totdat Kali opdook als stagiair bij Boluspor in hetzelfde hotel in Turkije waar De Graafschap op trainingskamp was. Half februari 2016 legde Willem II Kali vast tot het einde van het seizoen 2015/16. Hij debuteerde op 21 februari voor Willem II, met een invalbeurt in een uitwedstrijd tegen FC Utrecht. In de week die volgde liep hij een spierblessure op in zijn dijbeen. Daardoor bleef zijn inbreng in de competitie dat jaar beperkt tot twee wedstrijden, waarna hij er vier speelde in de play-offs 2016. Daarin verzekerde Kali zich met Willem II van behoud in de Eredivisie. De club lichtte in juni 2016 vervolgens een optie in zijn contract en legde hem zo tot medio 2018 vast.

### FC Utrecht (3)
Kali tekende in juli 2017 een contract tot medio 2019 bij FC Utrecht, waar hij opnieuw terugkeerde. In zijn verbintenis werd een optie voor nog een seizoen opgenomen. In zijn eerste wedstrijd voor de club raakte hij weer geblesseerd. In het duel met ADO Den Haag liep hij een achillespeesblessure op, waardoor hij enkele maanden langs de kant staat. Hij deed in 2018 weer wedstrijdritme op bij Jong FC Utrecht in de Eerste divisie.

### NAC Breda en Excelsior Virton
NAC Breda legde Kali in de zomer van 2018 voor drie seizoenen vast. Met de club degradeerde hij in 2019 uit de Eredivisie. Hij verruilde in op 2 september 2019 NAC Breda op huurbasis voor Excelsior Virton. Hier speelde hij echter geen minuut.

## Clubstatistieken
| Seizoen         | Club            | Competitie      | Competitie | Competitie | Beker | Beker | Europa | Europa | Play-offs | Play-offs | Totaal | Totaal |
| Seizoen         | Club            | Competitie      | Wed.       | Dlp.       | Wed.  | Dlp.  | Wed.   | Dlp.   | Wed.      | Dlp.      | Wed.   | Dlp.   |
| --------------- | --------------- | --------------- | ---------- | ---------- | ----- | ----- | ------ | ------ | --------- | --------- | ------ | ------ |
| 2010/11         | FC Utrecht      | Eredivisie      | 2          | 0          | 0     | 0     | 0      | 0      | 0         | 0         | 2      | 0      |
| 2011/12         | FC Utrecht      | Eredivisie      | 22         | 1          | 1     | 0     | 0      | 0      | 0         | 0         | 23     | 1      |
| 2012/13         | FC Utrecht      | Eredivisie      | 27         | 1          | 1     | 0     | 0      | 0      | 2         | 0         | 30     | 1      |
| 2013/14         | Roda JC         | Eredivisie      | 29         | 1          | 4     | 0     | 0      | 0      | 0         | 0         | 33     | 1      |
| 2014/15         | FC Utrecht      | Eredivisie      | 13         | 0          | 1     | 0     | 0      | 0      | 0         | 0         | 14     | 0      |
| 2015            | Al-Arabi        | Qatari League   | 1          | 0          | 0     | 0     | -      | -      | 0         | 0         | 1      | 0      |
| 2015/16         | Willem II       | Eredivisie      | 2          | 0          | 0     | 0     | 0      | 0      | 2         | 0         | 4      | 0      |
| 2016/17         | Willem II       | Eredivisie      | 28         | 0          | 1     | 0     | 0      | 0      | 0         | 0         | 29     | 0      |
| 2017/18         | FC Utrecht      | Eredivisie      | 8          | 0          | 0     | 0     | 0      | 0      | 0         | 0         | 8      | 0      |
| 2017/18         | Jong FC Utrecht | Eerste divisie  | 5          | 0          | -     | -     | -      | -      | -         | -         | 5      | 0      |
| 2018/19         | NAC Breda       | Eredivisie      | 21         | 0          | 1     | 0     | 0      | 0      | 0         | 0         | 22     | 0      |
| 2020/21         | NAC Breda       | Eerste divisie  | 2          | 0          | 1     | 0     | 0      | 0      | 0         | 0         | 3      | 0      |
| Carrière totaal | Carrière totaal | Carrière totaal | 160        | 4          | 10    | 0     | 0      | 0      | 4         | 0         | 174    | 4      |

Bijgewerkt tot 16 juli 2021.